# Centro de Documentação Farmacêutica
O Centro de Documentação Farmacêutica da Ordem dos Farmacêuticos (CDF-OF), inaugurado em 25 Setembro de 2012, situa-se em Coimbra junto da Secção Regional do Centro da Ordem, e encontra-se aberto à comunidade em geral.
O acervo do CDF-OF é na sua maioria composto por documentos provenientes do associativismo farmacêutico em Portugal, que nasceu no contexto de um movimento de farmacêuticos contra o Físico-mor, que, por nomeação do rei, superintendia os assuntos relacionados com a saúde. Após conseguirem a suspensão do Físico-mor fundaram a Sociedade Farmacêutica de Lisboa, a 24 de julho de 1835 na Botica do Hospital de S. José. Foi a primeira associação de farmacêuticos criada em Portugal, mudando logo depois o seu nome para Sociedade Farmacêutica Lusitana (SFL). 
Em 1838, procurando auxiliar as viúvas e os filhos órfãos de farmacêuticos, a SFL criou o Montepio Farmacêutico que foi uma das primeiras associações mutualistas em Portugal. Com o intuito de fazer cumprir o estabelecido nos Regimentos de Preços um grupo de farmacêuticos criou a Classe Farmacêutica em 1885 estabelecendo penas para os seus infratores. A fim de promover o respeito pelos direitos da classe farmacêutica em Braga foi fundada a 1899 a União dos Farmacêuticos do Distrito de Braga. Em 1900, tendo como bases a discussão de projetos do exercício farmacêutico e projetos de reforma de ensino da farmácia foi constituída em Lisboa a Associação dos Farmacêuticos Portugueses. Em Coimbra a fim de fomentar o progresso dos farmacêuticos instituiu-se a 1924 a Associação dos Farmacêuticos do Centro de Portugal. Por imposição do Estado Novo todas as associações de farmacêuticos foram integradas no Sindicato Nacional dos Farmacêuticos (SNF), que foi instituído por alvará de 27 de março de 1935. Em 1972, a publicação do Decreto-lei n.º 334/72, de 23 de Agosto, determinou a extinção do Sindicato Nacional dos Farmacêuticos, ao qual sucedeu a Ordem dos Farmacêuticos. Com esta agregação todos os bens das restantes associações foram transferidos para o SNF, fazendo hoje parte do acervo do Centro de Documentação Farmacêutica da Ordem dos Farmacêuticos.

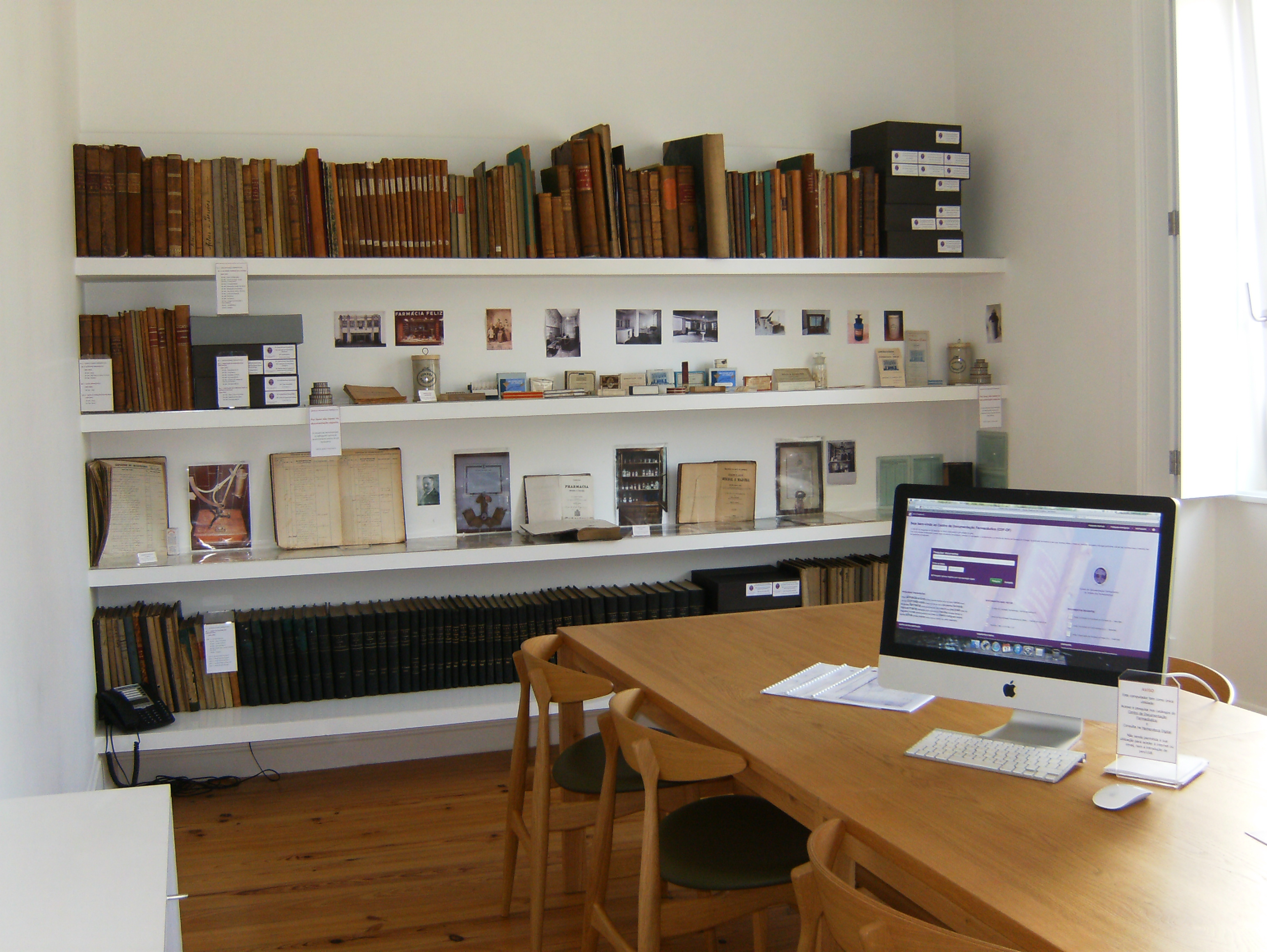
Sala de Consulta

## Objetivos
- Preservação de acervos documentais de relevância para a memória da profissão farmacêutica em Portugal, e dos farmacêuticos portugueses, contribuindo, dessa forma, para a consolidação da cultura profissional farmacêutica;
- Fomentar a investigação e o conhecimento da História da Farmácia em Portugal, da profissão farmacêutica nas suas diversas áreas, bem como, em sentido mais amplo, da História da Saúde Pública;
- Preservar, valorizar, recuperar e divulgar património cultural (sobretudo documental, bibliográfico e fotográfico) que contribua para a perpetuação da memória dos farmacêuticos portugueses e para a consolidação de uma cultura profissional.

## Missão
O Centro de Documentação Farmacêutica da Ordem dos Farmacêuticos (CDF-OF) reúne um vasto conjunto de documentação representativa da história da farmácia e da profissão farmacêutica, naquilo que é necessariamente um projeto dinâmico e em contínuo crescimento.
Pretende-se que o CDF-OF venha a constituir-se enquanto pólo agregador de informação de todas as temáticas ligadas à História da Farmácia e dos Farmacêuticos, bem como da atividade profissional, associativa e política dos farmacêuticos ao longo dos tempos.

## Acervo Documental e Bibliográfico
O Centro de Documentação Farmacêutica da Ordem dos Farmacêuticos (CDF-OF) pretende reunir um vasto conjunto de documentação representativa da história da farmácia e da profissão farmacêutica. Trata-se de um projeto dinâmico, em contínuo crescimento, cuja base assenta no fundo documental histórico da Ordem dos Farmacêuticos com cerca de 179 anos de existência. Incorpora documentação produzida por diversas associações de farmacêuticos, das quais se destacam a Sociedade Farmacêutica Lusitana e o Sindicato Nacional dos Farmacêuticos, para além de diversas outras associações precursoras da Ordem.
A par do associativismo farmacêutico, o acervo documental do CDF-OF integra ainda secções dedicadas à história do Ensino, da Profissão e Legislação Farmacêutica, para além das coleções de Fotografias, Gravuras e Folhetos Publicitários.

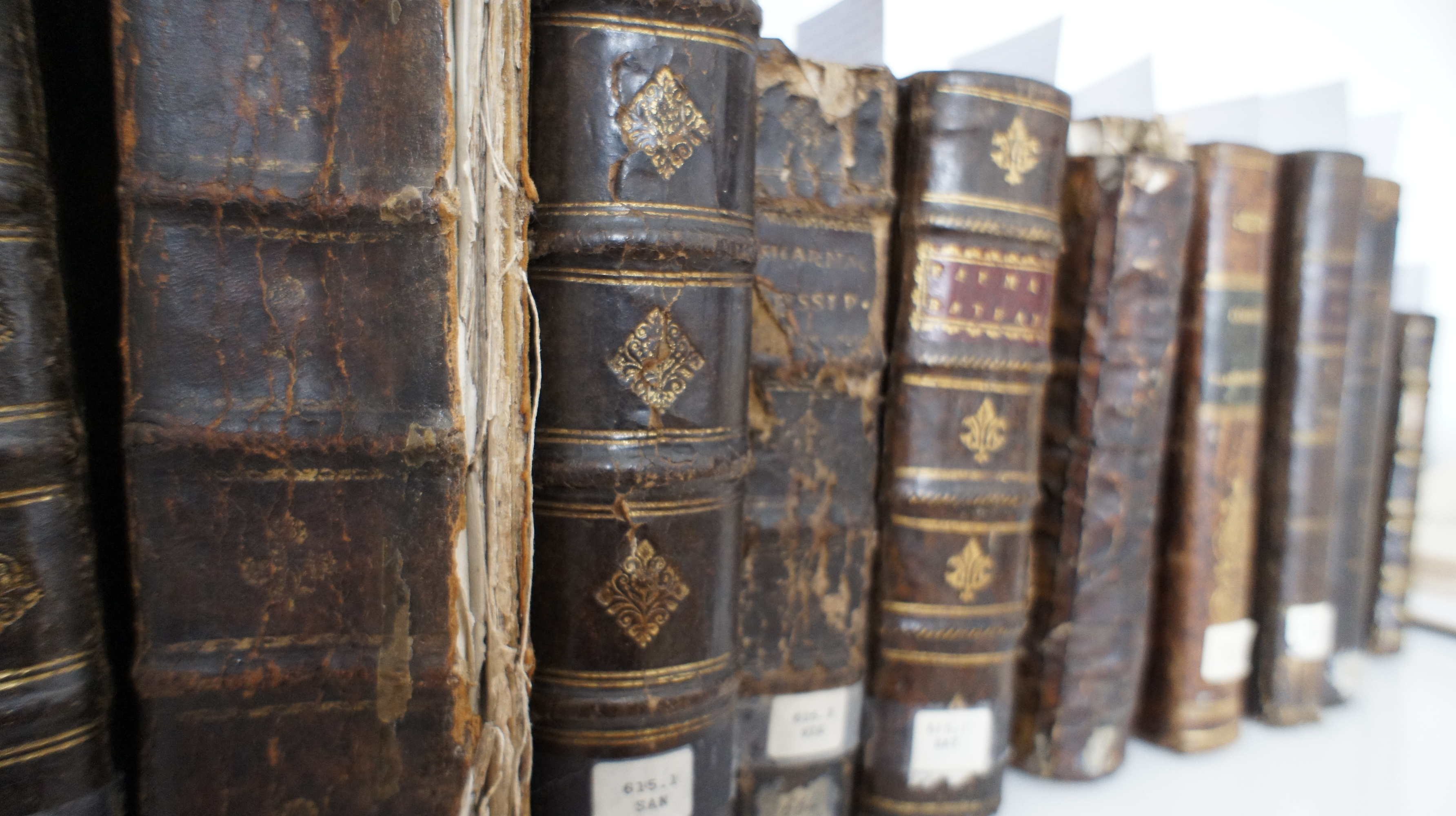
Farmacopeias Portuguesas

O CDF-OF engloba documentos diversos, tais como atas, registos de correspondência, listagens de sócios, de farmacêuticos e de farmácias, registos de matrícula, fichas de inscrição de sócios, carteiras profissionais, diplomas e fotografias, que permitem conhecer melhor o papel das associações de farmacêuticos, bem como as preocupações e atividades dos mesmos. Para além destes documentos, existem diversos outros doados por sócios e dirigentes à Sociedade Farmacêutica Lusitana.
Destaca-se ainda o leque documental proveniente das doações efetuadas no âmbito da Campanha "Vamos Fazer História", onde se podem encontrar documentos distintos, como copiadores de receituário, receitas, brochuras, rótulos, etiquetas, embalagens de medicamentos, folhetos publicitários, materiais de laboratório, notas de encomenda, fichas de movimento de estupefacientes, fotografias, bibliografias e publicações periódicas, entre outros.
Do ponto de vista bibliográfico, além de uma secção composta pela coleção de Farmacopeias Portuguesas de 1704 a 1876, o CDF-OF terá publicações periódicas e obras relacionadas com a História da Farmácia e dos Farmacêuticos. Destaca-se ainda a Hemeroteca Digital composta por jornais e revistas publicados pelas associações de farmacêuticos portugueses, e já com representação a nível documental.

## Serviços
1. Consulta documental e bibliográfica do acervo: 
- Em regime presencial - a disponibilização dos documentos ou bibliografia é feita sempre pelo funcionário do Centro de Documentação Farmacêutica mediante o preenchimento pelo utilizador de um formulário de pedido de consulta próprio;
- Consulta online - o fundo documental encontra-se também disponível para consulta online a partir do link [Archeevo]

2. Apoio de informação e referência aos utentes, ou seja, prestar auxílio na pesquisa e recuperação de informação documental e bibliográfica, nomeadamente no fornecimento de orientações e sugestões para a consulta eficaz do acervo, bem como proporcionar ao utente o conhecimento dos recursos existentes e de técnicas de pesquisa de informação utilizando as novas tecnologias. Este apoio é extensível à indicação de outros acervos de temáticas inseridas na História da Farmácia e dos Farmacêuticos, uma vez que o Centro de Documentação Farmacêutica funciona também como agregador de informação nacional especializado nas temáticas referidas. O apoio será prestado presencialmente, ou via email.
3. Reprodução em suporte papel ou digital de documentação ou bibliografia do acervo do Centro de Documentação Farmacêutica mediante o preenchimento de formulário próprio e obrigatório facultado no CDF-OF ou descarregado online (PDF editável) e enviado para o e-mail (cdf@ordemfarmacêuticos.pt), ficando a aguardar respetiva autorização por parte do Centro de Documentação Farmacêutica.
4. Repositório de património documental/bibliográfico proveniente de doações de acervos particulares de farmacêuticos ou empresas do ramo farmacêutico, serviço que é suportado pela campanha de recolha criada pelo Centro de Documentação, designada “Vamos Fazer História”, e que visa a agregação, salvaguarda e tratamento daqueles acervos, cedidos temporariamente para digitalização ou doados definitivamente ao Centro de Documentação Farmacêutica. Este serviço assenta num procedimento formal que inclui a redação e assinatura pelas partes de um auto de entrega com condições específicas para cada caso e respectiva guia de remessa com descrição do material cedido.

## Catálogos
Através dos catálogos documental e bibliográfico poderá aceder à informação do que existe no Centro de Documentação Farmacêutica da Ordem dos Farmacêuticos, assim como todos os documentos que têm sido doados por farmacêuticos, indústrias farmacêuticas, hospitais, entre outros. No Centro de Documentação Farmacêutica tem disponível a aplicação Acheevo que permite a pesquisa no catálogo documental e a visualização da maior parte dos documentos. O catálogo documental é composto por cerca de 2464 registos de descrição arquivística, correspondentes a cerca de 2120 documentos, e a mais de 52.000 imagens. Este acervo documental encontra-se pela primeira vez acessível ao público, constituindo um fundo repleto de fontes inéditas nunca antes exploradas.
Do catálogo bibliográfico destaca-se a coleção de Farmacopeias Portuguesas, onde se evidencia uma Farmacopeia manuscrita, que nunca tendo sido editada, data de 1777 e corresponde ao III tomo da Pharmacopea Dogmatica medico-chimica, e theorico-pratica da autoria do frei-boticário João de Jesus Maria. Este manuscrito foi recentemente restaurado e encontra-se disponível para consulta ao público.
A Hemeroteca Digital do Centro de Documentação é composta por 134 volumes no total, cuja digitalização corresponde a cerca de 36.000 imagens.
Aceda aqui [Catálogos]

## Campanha "Vamos Fazer História
Esta campanha pretende apelar à contribuição de todos os farmacêuticos no sentido de disponibilizarem documentos, livros, fotografias ou objetos que retratem a profissão, nas mais diversas áreas.
Pretendendo que no seu acervo estejam representadas o maior número de farmácias comunitárias, hospitalares, laboratórios ou indústrias farmacêuticas existentes em Portugal, o CDF-OF solicita a colaboração e o envolvimento de todos na doação ou cedência temporária de material relacionado com a história da farmácia e da profissão farmacêutica, pois esta deve ser contada e retratada por aqueles que para ela contribuíram, e continuam a contribuir, diariamente.